# Lomatium scabrum
Lomatium scabrum är en växtart i släktet Lomatium och familjen flockblommiga växter. Den beskrevs först av John Merle Coulter och Joseph Nelson Rose som Cynomarathrum scabrum, och fick sitt nu gällande namn av Mildred Esther Mathias 1937. Utöver nominatformen finns också varieteten L. s. var tripinnatum.
Arten är en perenn ört och förekommer i västra USA, från östra Nevada till sydvästra Utah.